# Calcinosis enzoótica
La calcinosis enzoótica, también llamada bichoquera o enteque seco es una intoxicación crónica de los bovinos, causada por la ingesta de vegetales que generan una alteración en la absorción de la vitamina D, lo que genera deposiciones de calcio en tejidos musculares y articulaciones. Se ha identificado esta enfermedad inicialmente como causada por la especie conocida como duraznillo blanco (Solanum glaucophyllum), que sigue siendo la que causa la mayor cantidad de pérdidas en vacunos. También se la conoce como guata-í en el Paraguay y  espichação en el sur del Brasil.

## Historia
Las primeras referencias clínicas de esta enfermedad se remontan al año 1898, con una mención por parte de José Lignières, pero este manifestó que la enfermedad era conocida, como mínimo, desde principios del siglo XIX. Fue profundamente estudiada por Werner Adalbert Collier en una publicación del año 1927, en que la llamaba « enteque ossificans » y desde fines de la década de 1960 por Bernardo J. Carrillo, investigador del INTA.
Desde entonces se han descripto en diversas regiones del mundo cuadros similares, que incluyen deposiciones de sales de calcio en los tejidos blandos, afectando a animales en pastoreo. Además de Solanum Solanum glaucophyllum, también inducen calcinosis enzoótica las especies Solanum torvum (en Nueva Guinea), Cestrum diurnum (en Cuba y Estados Unidos), Nierembergia veitchii (en el sur de Brasil), Stenotaphrum secundatum (en Jamaica)  y Trisetum flavescens (en Austria, Suiza y Baviera).

## Etiología

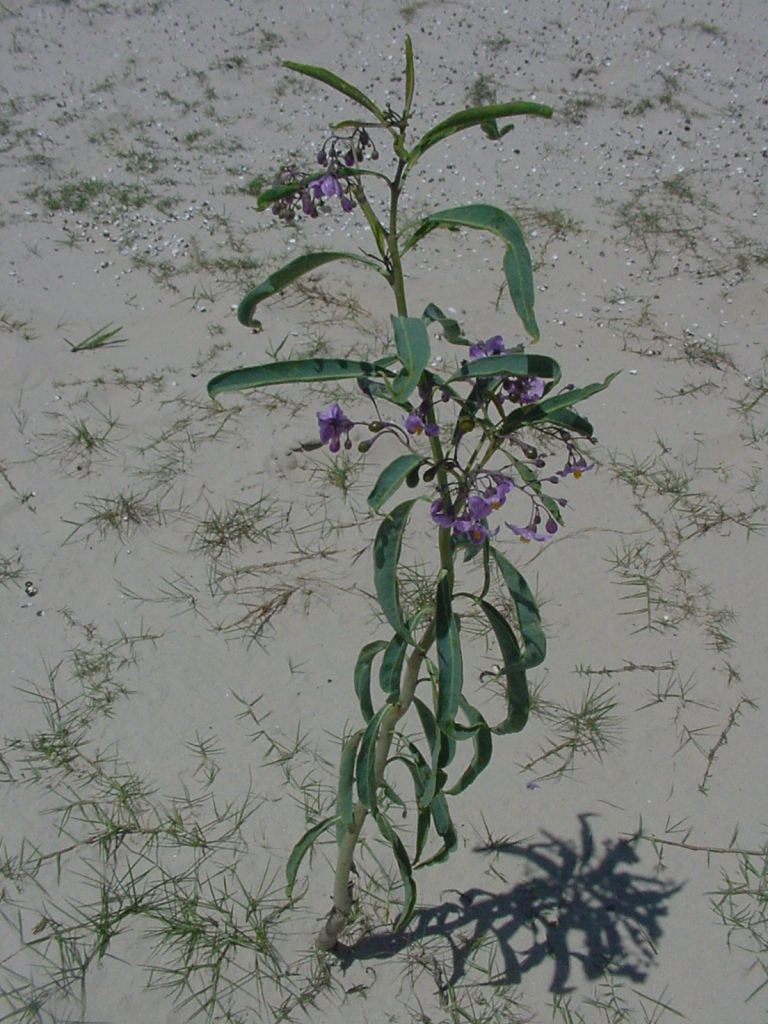
Planta de duraznillo blanco (Solanum glaucophyllum)

La calcinosis enzoótica es producida por la ingestión repetida de hojas de duraznillo blanco (Solanum glaucophyllum). Se trata de una planta abundante en las regiones bajas de la llanura pampeana, especialmente en zonas anegables, aunque no permanentemente saturadas de agua; es una hierba rizomatosa con tallos simples, cilíndricos y poco ramificados, de 1 a 3 m de altura, con hojas ovales y bayas globosas de unos 2 cm de diámetro. Toda la planta causa esta enfermedad, pero por sus características solamente las hojas son consumidas por el animal y, aún éstas, de forma accidental cuando éste está consumiendo plantas más palatables. Se trata de una especie muy extendida y muy difícil de erradicar, ya que –aunque no es particularmente resistente a herbicidas– la cera de sus hojas y tallos evita la absorción de fitotóxicos aplicados sobre las plantas, y debido a que su sistema radicular ramificado le otorga la capacidad de regenerarse rápidamente.
Fuera de los daños causados por S. glaucophyllum, que tienen gran importancia económica, sólo Cestrum diurnum causa grandes pérdidas a lo largo de toda la isla de Cuba durante los veranos secos.
Si bien se sabe que causa daños en toda la región pampeana y chaqueña, y unos quince millones de animales están en riesgo de contraer la enfermedad, la calcinosis enzoótica tiene su máxima expresión en la cuenca del río Salado de la provincia de Buenos Aires, principal área de distribución de S. glaucophyllum, donde se estima que tres millones de hectáreas son potencialmente productoras de enteque seco. Se trata de un área mayormente utilizada para la cría bovina, en que la escasa profundidad de los suelos empeora los efectos de las sequías; los animales se desplazan entonces de las zonas relativamente más altas a los cañadones y bordes de lagunas, donde la humedad promueve el crecimiento de pastos tiernos; al consumir las hojas de estos pastos, accidentalmente consumen también las hojas secas y brotes tiernos de duraznillo blanco. La cantidad consumida para causar calcinosis es muy baja, ya que solamente 12 g de hojas de duraznillo por semana alcanzan para producir la enfermedad, siempre que el consumo se prolongue durante cuatro meses: un vacuno que ingiera 50 hojas por día estará enfermo a las 10 semanas.

## Sintomatología y diagnóstico
La enfermedad se manifiesta durante los meses de verano y otoño en animales de más de dos años de edad. Su primer y principal síntoma es la dificultad de locomoción en los miembros anteriores: ponerse de pie les resulta un proceso lento y doloroso, y el desplazamiento del animal es también pausado y frecuentemente interrumpido. Esto causa baja ingesta de alimentos, con la consecuente pérdida de peso corporal. Otros síntomas clínicamente importante son el hirsutismo –esto es, la pilosidad abundante y erecta, especialmente en el lomo y cuello del animal– junto a la xifosis y el arqueamiento del lomo. En casos graves se presenta disnea y taquicardia, llegando en casos extremos a la muerte; de todos modos, la subalimentación también genera indirectamente peligro de muerte del animal por caquexia y autoconsumo de la grasa corporal.
Una inspección del interior del animal revela habitualmente atrofia muscular y del tejido graso, calcificaciones extensas en el corazón, la aorta y vasos sanguíneos, mineralizaciones en el endotelio, calcificaciones en el parénquima pulmonar y desgaste visible de los cartílagos de las articulaciones.
En casos de dudas con el diagnóstico, se han ensayado pruebas de concentración de calcio y fósforo en sangre, pero no han sido concluyentes. Mucho más importante es la observación del ambiente donde ha pastoreado el animal, teniendo especialmente en cuenta el estado del desarrollo de las plantas de S. glaucophyllum y la población de pastos palatables para los animales. Existen otras enfermedades que causan consunción crónica de los animales, especialmente la paratuberculosis y la gastroenteritis parasitaria (o enteque parasitario); la diferencia fundamental entre éstos y la calcinosis enzoótica es que los animales enfermos de esta última no presentan diarrea. Ocasionalmente se han detectado algunas deficiencias minerales que causan síntomas parecidos, como las de fósforo y cobalto.
Los animales clínicamente enfermos constituyen sólo una parte de los afectados, siendo mucho más numerosos los vacunos clínicamente normales, que presentan pérdida o bajas ganancias de peso; en muchos casos, los animales aparentemente sanos que han pastoreados en campos con duraznillo muestran lesiones de calcinosis en inspecciones post mortem.

## Patogenia
La gran semejanza entre los efectos de la calcinosis enzoótica con la hipervitaminosis por exceso de vitamina D llevó a realizar estudios que permitieron establecer que, efectivamente, la enfermedad consiste básicamente en una hipervitaminosis de origen vegetal.
Las hojas de S. glaucophyllum contienen calcitriol –la forma activa de la vitamina D en los animales– combinado con uno o más carbohidratos e hidroxilasas similares a las que catalizan la transformación de la vitamina D3 en los vertebrados. Durante su paso por el rumen del animal, el calcitriol es liberado, pasando al tracto intestinal; absorbido por las células del intestino delgado, aumenta la absorción de calcio y fósforo muy por encima de las necesidades fisiológicas del animal, lo que determina un incremento persistente de estos minerales en el plasma sanguíneo, a tal punto que la regulación corporal que realizan los riñones resulta ineficaz.
Los minerales superabundantes en el plasma pasan a los tejidos de gran parte del cuerpo –especialmente los biológicamente más activos, como las articulaciones, arterias y músculos– y se depositan en ellos de forma permanente. También los huesos, destino habitual de gran parte del calcio absorbido por el animal, depositan una cantidad de calcio excesiva, que lleva al sobreendurecimiento y aumento de densidad de los huesos (osteopetrosis) .
Otro efecto secundario de esta enfermedad es causada por el exceso de fósforo en el plasma sanguíneo, que altera el ritmo de reposición de eritrocitos por parte de la médula ósea, que se muestra incapaz de reponerlos con un ritmo normal. La anemia resultante genera hipoxia en los tejidos.

## Control de la enfermedad
La importancia económica de la enfermedad ha llevado a estudios en busca de tratamientos específicos para prevenir o curar la calcinosis, pero los tratamientos ensayados no han dado resultados satisfactorios. El uso de sustancias tales como el condroitin sulfato para disminuir los dolores y aumentar la movilidas sólo alcanza a paliar parcialmente los daños sobre el animal a corto plazo.
Resulta entonces fundamental controlar el acceso de los animales a hojas de duraznillo blanco. El principal procedimiento es la eliminación física o química de las plantas, seguida de la implantación de praderas artificiales, dado que el duraznillo no es capaz de competir con plantas en activo crecimiento, especialmente durante la primavera. No obstante, la cuantiosa inversión que este método requiere normalmente no justifica su aplicación en suelos anegables, donde la permanencia de las especies sembradas no está asegurada. De modo que la principal opción es el control químico en primavera con picloran o glifosato, asegurando el contacto con la planta por medio de equipos de aplicación especiales, tales como las sogas embebidas en el herbicida puro. Combinado con este método, se impone el manejo de los rodeos bovinos, en ocasiones tarsladando a los animales a largas distancias al solo efecto de alejarlos de campos donde se presenta esta enfermedad.